# Социал-демократическая партия Америки
Социал-демократическая партия Америки (англ. Social Democratic Party of America) — бывшая американская политическая партия, основанная в 1898 году выходцами из «Социал-демократии Америки», выступавшими за политические действия по продвижению социализма путём выборов, а не за создание социалистической общины в одном из западных штатов. Спустя всего несколько лет после основания Социал-демократическая партия объединились с диссидентами из Социалистической рабочей партии Америки в Социалистическую партию Америки.

## История

### Создание
После поражения Пульмановской забастовки Американского союза железнодорожников в 1894 году её лидер Юджин Дебс оказался в тюрьме, где активно читал социалистическую литературу, предоставленную ему издателем из Милуоки Виктором Бергером и другими независимыми социалистами. Дебс пришёл к выводу, что действий одних лишь профсоюзов недостаточно для освобождения рабочего класса. Тем же летом, переживая неудачную попытку основать социалистическое сообщество недалеко от Теннесси-сити, издатель Джулиус Уэйланд основал в Канзас-сити новую социалистическую еженедельную газету Appeal to Reason, в конечном итоге переместив издание в небольшой городок на Джирард по финансовым причинам. Эта газета имела большой успех, быстро набрав 80 000 платных подписчиков и оживив социалистическое движение. В рамках этой газеты был задуман новый проект под названием Brotherhood of the Cooperative Commonwealth, целью которого было создать социалистические общины в западных странах США и путем выборов взять на себя управление этими землями, тем самым создав плацдарм для социализма в Америке. Дебс был назначен главой этого проекта, а съезд остатков Американского союза железнодорожников был созван на 15 июня 1897 года в Чикаго.
Съезд открылся во вторник утром, 15 июня 1897 года, в зале «Хандель» в Чикаго. Уильям Бернс открыл собрание под председательством А. Б. Адэра из Союза железнодорожников. Президент союза Юджин Дебс выступил с речью перед собравшимися делегатами. Первые три дня съезда были посвящены заслушиванию отчетов должностных лиц и комитетов, а также закрытию дел союза железнодорожников. В пятницу, 18 июня, организация официально сменила название на «Социал-демократию Америки» (СДА) и приняла Декларацию принципов. Затем съезд был открыт для делегатов, представляющих другие организации. Среди них были Социалистическая рабочая партия, Социалистический профсоюзный и трудовой альянс, Скандинавская кооперативная лига, Профсоюз полировщиков и рабочих по металлу, Объединённое братство плотников и столяров, Чикагская профсоюзная биржа и ряд других организаций.

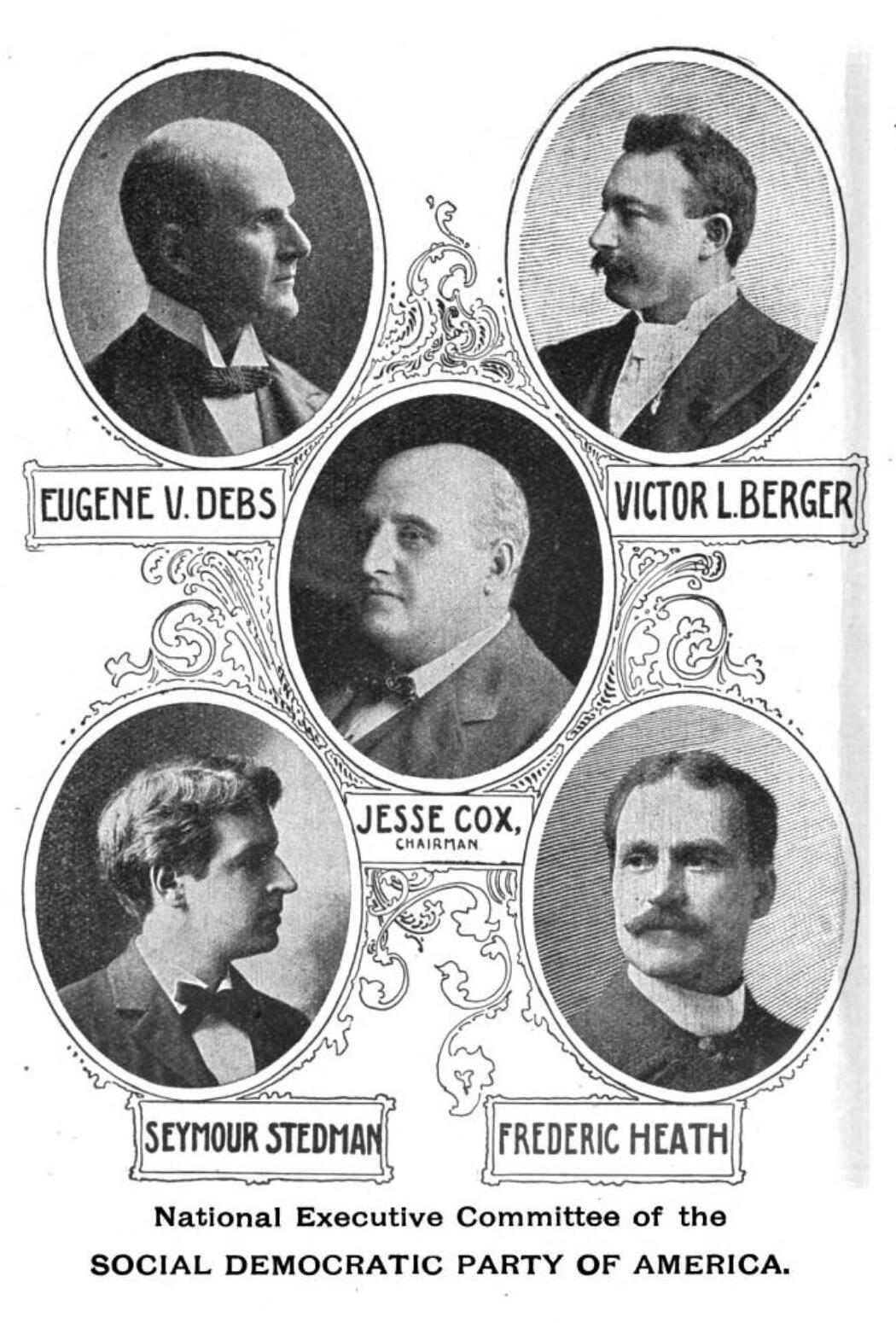
Члены национального исполнительного комитета Социал-демократической партии Америки

Социал-демократия Америки оказалась недолговечной и разрозненной группой марксистов, профсоюзных деятелей, социалистов-оуэнитов, популистов и беспартийных радикалов. Изначально партия стремилась к созданию социалистических колоний. Помимо «колонизаторов», выступавших за концентрацию усилий на построении образцовой социалистической общины и достижении социализма посредством силы примера, возникло крыло политического действия, которое стремилось достичь социализма посредством политической организации и использования избирательного процесса, начав с концентрации на одном штате. План колонизации не был реализован ко времени проведения второго съезда СДА, проходившего в Чикаго с 7 по 11 июня 1898 года, на котором присутствовало около 70 делегатов. Фредерик Хит, первый историк движения, писал, что внешне собрание казалось дружным и сплочённым, но на самом деле в движении зрел раскол между сторонниками и противниками колонизации.
Комитет по колонизации представил пространный доклад, подробно описывающий предполагаемую покупку золотого рудника в Колорадо и создание колонии вокруг него. Этот фантастический план разозлил чувства сторонников политических действий (называвших себя «антис»), которые собрались на третий вечер съезда и решили бескомпромиссно бороться с программой колонизации.
На четвёртый день работы в пятницу, 10 июня, ситуация обострилась ещё больше, когда Джеймс Хоган из Юты выступил с двухчасовым докладом в качестве заместителя председателя национального исполнительного совета и казначея. В ходе доклада он прямо обрушился на секретаря Сильвестра Келихера (противника колонизации), обвинив его в некомпетентности и нечестности. Весь день прошли в ожесточённых дебатах по вопросу организации, главным предметом которых стал доклад, представленный Джоном Ллойдом от имени колонизаторов. Споры продолжались весь день и завершились в 2:30 утра 11 июня голосованием, на котором предложение предложении о колонизации было принято 53 голосами против 37. Заседание было закрыто, и многие делегаты разошлись по домам, поскольку антиколонизаторская фракция уже приняла решение о выходе из организации и создании собственной политической партии. 11 июня 33 делегата во главе с Виктором Бергером отправились на собрание и учредили Социал-демократическую партию Америки. Поскольку собрание было проведено фракцией съезда, официально созванного Социал-демократией Америки, в последующих трудах по истории партии это первое организационное собрание не рассматривалось как официальное, несмотря на то, что сами социал-демократы считали его таковым.

### Социал-демократы Чикаго

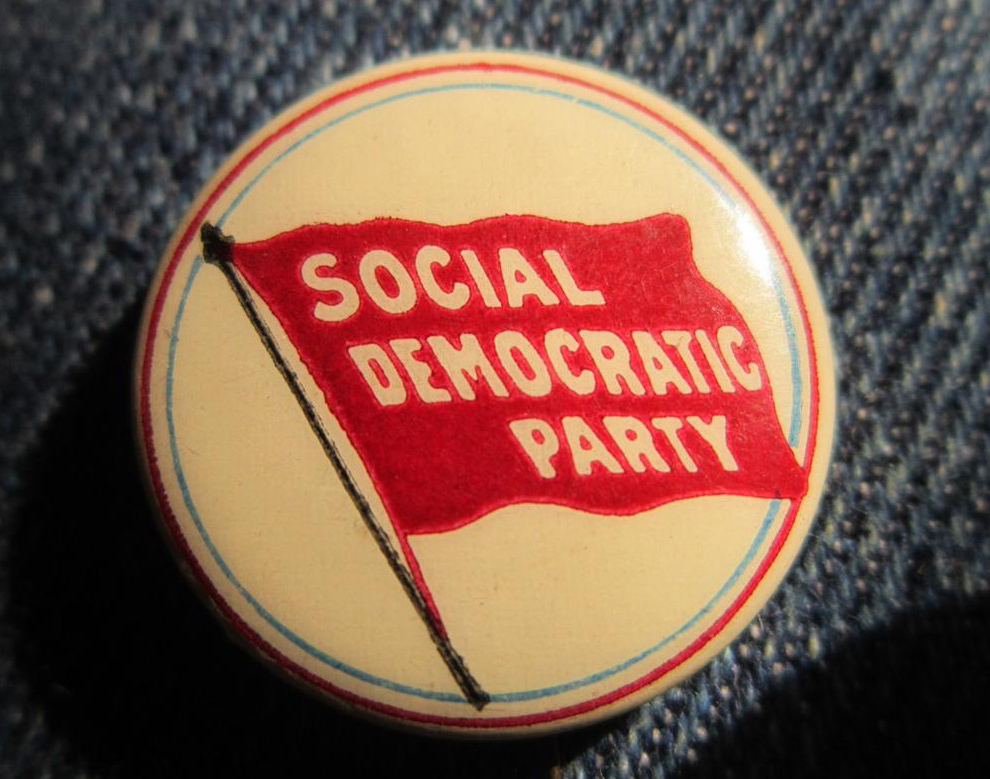
Кнопка Социал-демократической партии Америки (примерно 1900 года)

Молодая группа опубликовала свою организационную платформу в форме Заявления о принципах 11 июня 1898 года. В этом документе группа определяла социализм как «коллективную собственность на средства производства для общего блага и благосостояния» и призывала «наёмных рабочих и всех, кто разделяет их историческую миссию по созданию высшей цивилизации», разорвать связи с существующими консервативными капиталистическими и реформистскими политическими партиями и вместо этого работать над «созданием системы кооперативного производства и распределения».
Раскол Социал-демократии Америки на колонизационную организацию, с одной стороны, и ориентированную на участие в выборах Социал-демократическую партию Америки, с другой, деморализовал многих американских социалистов. По словам Фредерика Хита, «раскол… обескуражил многих социалистов, поэтому партия росла очень медленно. Лишь спустя целый год начался реальный прогресс, за исключением нескольких оплотов партии, таких как Массачусетс, Милуоки и Сент-Луис». В 1898 году Социал-демократической партии удалось избрать двух своих членов в Генеральный совет Массачусетса.
Колонизаторы сохранили контроль над изданием «Социал-демократии Америки» Social Democrat, поэтому Социал-демократическая партия начала издавать собственную газету Social Democratic Herald. Впоследствии, во время переговоров об образовании Социалистической партии Америки, было решено, что новая партия не будет издавать официальное общенациональное издание, поэтому газета была куплена Виктором Бергером.
Данные о членстве в организации скудны. В своём официальном отчёте съезду партии 1900 года национальный секретарь-казначей младший брат Юджина Дебса Теодор указал, что по состоянию на 1 марта 1900 года число членов партии, платящих членские взносы, составляло 4536 человек, участвующих в 226 действующих местных отделениях. Из них 985 членов и 53 отделения были созданы в течение предыдущих 60 дней. На президентских выборах 1900 года Юджин Дебс баллотировался в качестве кандидата в президенты от партии и получил около 87 000 голосов, что было значительно большим количеством, чем у уже существующей Социалистической рабочей партии.

### Социал-демократы Спрингфилда
Помимо упомянутой выше Социал-демократической партии Америки, базировавшейся в Чикаго, существовала ещё одна Социал-демократическая партия Америки, базировавшаяся в Спрингфилде в штате Массачусетс и находившая свои корни в Социалистической рабочей партии Америки. Во второй половине 1890-х годов последняя демонстрировала признаки роста численности и влияния. Внутри организации возникли разногласия по поводу отношений с Американской федерацией труда и внутреннего режима партии.
Организация была глубоко расколота на две враждующие группы. С одной стороны, находилась так называемая «административная фракция», представленная функционерами партии, такими как Генри Кун, Генри Фогт и Люсьен Саниаль, а также редакторами и сотрудниками официальных партийных изданий The People на английском языке и Vorwärts на немецком языке. Наиболее видным представителем «администраторов» был Даниэль Де Леон, самый влиятельный человек в партии. Против их дальнейшего господства выступала диссидентская фракция, центром которой была независимая немецкоязычная социалистическая газета Newyorker Volkszeitung, редактором которой был Александр Йонас.
Диссиденты возмущалась жёсткой партийной дисциплиной, практиковавшейся Национальным исполнительным комитетом, которая включала исключения диссидентов и приостановку деятельности целых секций. Раскол вылился в открытый конфликт в июле 1899 года из-за выборов нового Генерального комитета нью-йоркской секции, группы, которой съезд партии 1896 года якобы делегировал право избирать комитет для общенациональной организации партии. Этот комитет, в свою очередь, должен был иметь право назначать редакторов печатных органов партии. Секция Нью-Йорка, находившаяся под контролем диссидентов, избрала Генеральный комитет, который впервые собрался 8 июля 1899 года. Первая встреча не дала никаких результатов, после чего фракция диссидентом собралась снова два дня спустя. На этот раз Генри Слободин был избран национальным секретарём партии и сместили Де Леона с поста редактора The People.
Действия диссидентского генерального комитета не были признано действующим Национальным исполнительным комитетом, собрание было признано незаконным, а комитет и официальная пресса продолжили свою обычную деятельность. Противники Де Леона объявили себя законными владельцами названия, логотипа и печати Социалистической рабочей партии. Таким образом, в 1899 году возникли две параллельные организации, каждая из которых называла себя Социалистической рабочей партией и выпускала издание под названием The People, выдвинув конкурирующие полные списки кандидатов на выборах 1899 года. Дело было передано в суд.
Диссиденты созвали экстренный национальный съезд в Рочестере, на котором присутствовало 59 делегатов. Он был провозглашен официальным 10-м Национальным съездом Социалистической рабочей партии. Генри Слободин был официально избран исполнительным секретарем рочестерской организации, которая временно продолжала называть себя Социалистической рабочей партией и выпускать собственную газету The People. Съезд провозгласил свою поддержку борьбы всех профсоюзов. Была принята новая платформа и утверждены пересмотренные уставы. Собрание также приняло резолюцию, призывающую к объединению с Социал-демократической партией Чикаго, и назначило Комитет единства во главе с Моррисом Хилквитом для участия в предстоящем съезде партии и выступлении там с призывом к объединению.
Когда суды Нью-Йорка вынесли решительное решение в пользу иска Де Леона по вопросу о праве собственности на название, логотип и печатные издания Социалистической рабочей партии диссиденты сменила название своей организации на «Социал-демократическая партия Америки», предвидя скорое слияние с Бергером и Дебсом. В Спрингфилдской социал-демократической партии было 5310 членов, оплачивающих членство в континентальной части Соединенных Штатов, и еще 1080 членов в Пуэрто-Рико, что в общей сложности составляло 6390 человек по состоянию на 1 января 1901 года. В 1901 году диссиденты и чикагцы объединились в Социалистическую партию Америки.